# Octochaetus microchaetus
Octochaetus microchaetus är en ringmaskart som först beskrevs av Benham 1950.  Octochaetus microchaetus ingår i släktet Octochaetus och familjen Acanthodrilidae. Inga underarter finns listade i Catalogue of Life.